# Gare de Hakunōkōkōmae
La gare de Hakunōkōkōmae (柏農高校前駅, Hakunōkōkōmae-eki) est une gare ferroviaire de la ville de Hirakawa, dans la préfecture d'Aomori au Japon. Elle est exploitée par la société Kōnan Railway et est desservie par la Ligne Kōnan.

## Situation ferroviaire
La gare de Hakunōkōkōmae est située dans le nord-ouest de la ville de Hirakawa, au point kilométrique (PK) 9.5 de la ligne Kōnan.

## Histoire
La gare de Hakunōkōkōmae est ouverte aux voyageurs le 23 juin 1980.

## Service des voyageurs

### Accueil
La gare de Hakunōkōkōmae ne dispose que d'un abri pour voyageurs.

### Desserte
La gare est desservie par des trains Kōnan Railway de la ligne Kōnan. Elle dispose d'un quai latéral et d'une seule voie.
| N° de voie | Ligne | Direction |
| ---------- | ----- | --------- |
| 1          | Kōnan | Hirosaki  |
| 1          | Kōnan | Kuroishi  |